# Iglesia de San Martín en la pared (Praga)
La iglesia de San Martín en la pared es una iglesia gótica con fundamentos románicos, situada en la Ciudad vieja de Praga, República Checa. Fue construida entre 1178 y 1187 en la localidad de Újezd, más tarde conocida como Újezd u svatého Martina. La pared sur de la iglesia se construyó adyacente a los muros de la Ciudad vieja, de ahí el nombre completo de la iglesia «en la pared»- La iglesia pertenece a la Iglesia evangélica de los hermanos checos.
El poblado en el que la iglesia fue construida llevó antes del año 1178 el nombre de Újezd que se cambió después de 1187 al nombre de Újezd de San Martín (Újezd svatého Martina). De estos hechos se juzga que la iglesia fue construida justo entre estos años cuando el poblado era propiedad de un principado. El pueblo pasó como propiedad al Cabildo de Vyšehrad como regalo del rey Soběslav II.

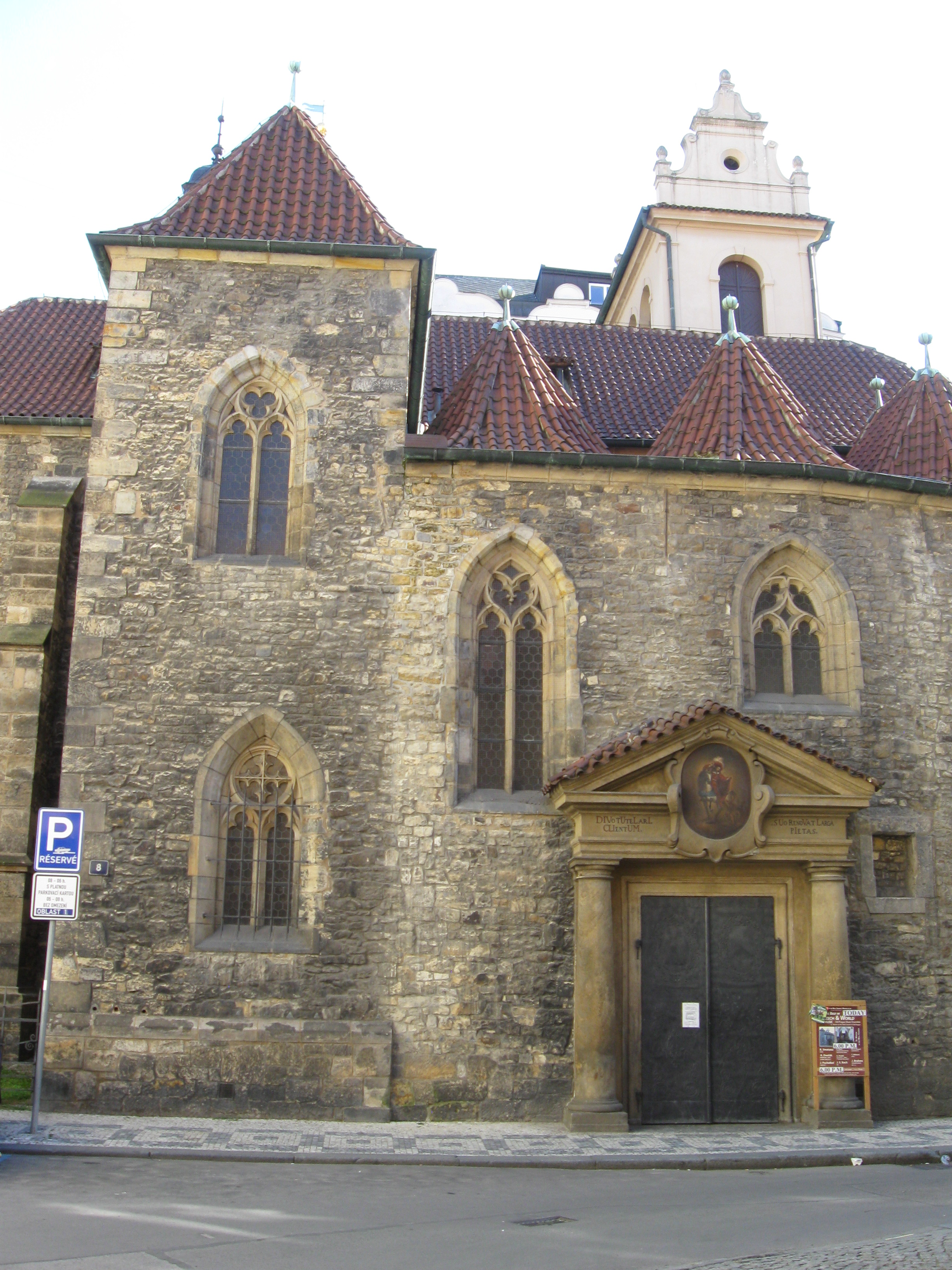
La iglesia de San Martín en la pared, Ciudad Vieja, Praga

## Historia
La iglesia de San Martín en la pared es de estilo gótico (originalmente iglesia románica) y está situada en la Ciudad Vieja en Praga. Su construcción empezó en el año 1178 y terminó en el aňo 1187 en Újezd que era un poblado antiguo entonces. La estructura de la iglesia desde el lado de sur estaba unida con su pared a la muralla de un castillo. La base original de la iglesia tenía forma de una sola nave y era prácticamente idéntica a la planta de la nave central de hoy con una serie de elementos arquitectónicos romanos. El interior de esta iglesia románica estaba probablemente decorado con pinturas murales. La iglesia fue dotada por medio de una clave de la bóveda de dos campos de bóvedas en cruz. Además fue construida de un enmurado de piedras sillares en renglones.
Durante la construcción de la muralla de la Ciudad Vieja en la década de 1230 XIII el poblado Újezd estaba dividido en dos partes. En el territorio de la Ciudad Nueva posterior permaneció su parte más grande, y la más pequeña, incluso con la iglesia, se convirtió en la Ciudad Vieja. El muro de sur estaba contiguo a la pared poniendo fin a una necrópolis situada al sur de ella. No se conoce el paso de la muralla en las inmediaciones de la iglesia ni el modo de su enlace. Tampoco se han conservado huellas de un enlace con una galería de la muralla. Fue entonces cuando nació el apodo “En la pared”. En su vecindad se encontraba la puerta de entrada en la ciudad de San Martín.
La parroquia pertenecía a unas circunferencias más pequeñas y entonces pagaba cinco veces menos derechos que tenía que pagar la iglesia de Týn.

### Reconstrucción gótica
Las obras de adaptación gótica fueron realizadas después de 1350, durante el reinado de Carlos IV. El altar fue fundado en 1358. El nivel del suelo fue elevado, la nave fue alargada con inserción de un nuevo presbiterio recto cerrado que fue dotado de un par de ventanas en la pared frontal como el primer presbiterio en el reino. El presbiterio fue embovedado con una bóveda reticular sobre ménsulas y fue provisto de una cubierta a doble pendiente. En la pared del sur fueron realizadas unas ventanas apuntadas nuevas por medio de perforación en el muro. (No obstante, su forma actual es resultado de una restauración de Hilbert). La nave volvió a ser alzada y embovedada y también fue construido un muro cuadrado en la rinconada de suroeste. Después fue acabada la construcción de una bóveda de forma irregular y una torre en uno de los costados de la iglesia antes del año 1358. El presbiterio fue embovedado con una bóveda nervada en los años 1360. Esta bóveda horcajada se considera una de las más antiguas en el país. Sus costillas crecen de unas ménsulas piramidales con mascarones y en las claves colgantes se hallan rosas y estrellas. El coro está girado con una cornisa del tipo de alféizar debajo de las ventanas. La eliminación de la muralla cerca de la iglesia era una condición indispensable para ampliación del edificio hacia el este.
Jan de Hradec, un párroco de San Martín y un seguidor de Jan Hus, comenzó a servir en 1414 la comunión bajo las dos especies a los creyentes en la iglesia como uno de los primeros clérigos. En el año 1433 se celebró en la iglesia el Concilio de San Martín de los husitas. Por tanto, estuvo defendida esta iglesia utraquista ante un destrozo o una pérdida en los tiempos de la Sublevación Husita. El aspecto actual del plano horizontal lo obtuvo la iglesia durante unas adaptaciones del gótico tardío. La reconstrucción fue llevada a cabo gradualmente y fue terminada en 1488 gracias a la financiación de Viktorin Holas, un burgués utraquista. Fue él quien instaló una galería desde su casa hasta la tribuna de la iglesia. Además fueron construidas dos naves laterales al lado de la iglesia: la nave septentrional obtuvo tres campos de crucero con nervaduras y otros dos campos de crucero con nervaduras los obtuvo la nave meridional y así la iglesia adquirió el plano horizontal de hoy. El estilo gótico tardío es también característico para el pórtico que da desde la nave principal hasta el coro situado en la nave lateral septentrional.
En el año 1595 se inició una colecta con fin de obtener dinero para reconstruir el templo. La restauración fue realizada en el año 1600. Entonces fue construida la armadura de techo, una valla de cementerio y más tarde un osario. La iglesia fue enlucida y el maestro Jan Kohoutek pintó las paredes. El pintor Jakub Slánský completó la pintura por encima del púlpito y Petr Smolík escribió en las paredes texto de una compactata. En 1611 fue fundada en el lado sur la capilla de San Rochus. En 1678 un incendio afectó al barrio de San Martín y al templo. Después del incendio la parte superior de la torre fue reconstruida y en la parte inferior fue provista de una zanja. La iglesia fue dotada de una armadura de techo nueva y la Capilla de San Eligio bajo el oratorio obtuvo un techo de vigas, que está bien conservado hasta la actualidad.

### Arreglos barrocos
En 1779 fue construido un portal barroco en el lado norte (que daba a la calle). Posteriormente las arquerías entre las naves fueron escayoladas con arcatifa. Poco después, en 1784 la iglesia fue cerrada con un edicto imperial y después fue vendida con todo el amoblado por partes en una subasta organizada el 29 de agosto de 1785. La iglesia se convirtió sucesivamente en una casa residencial y fue dividida en dos plantas de las cuales la inferior contenía unos tendajos. (La iglesia está representada en este estado en un modelo de Praga realizado por Langweil).

### Reconstrucción en elsigloXX
Fue sólo en el año 1904 cuando el municipio de Praga compró la iglesia y en 1905 Kamil Hilbert la comenzó a reconstruir. Con el paso de la restauración el arquitecto removió la capilla en el lado sur y modificó el tejado de la torre. En 1909 fue colocada en el muro septentrional del presbiterio una placa conmemorativa de la familia Brokof realizada por Josef Mařatka. Después de la Primera Guerra Mundial la iglesia recayó en la Iglesia Evangélica de los Hermanos Checos que realizó una reconstrucción general.

### Apariencia románica
La iglesia de San Martín despertaba atención en la literatura sobre todo después del descubrimiento de su núcleo románico durante una restauración que fue realizada por Kamil Hilbert a principios del siglo XX. En el año 1905 se publicó un estudio detallado de J. Teige. Después se hacían intentos de reconstruir su forma original. Birnbaum y Čarek imponían construcción de unas torres gemelas elevadas de los espacios laterales en la parte oriental, mientras que Mencl se inclinaba más a una solución con dos matroneos en los rincones de sureste y de noreste con un acceso a través de unas ramas de escaleras en el espesor de pared y además una sola torre en la parte occidental de la nave y al fin esta teoría fue ampliamente aprobada. Debajo de estos matroneos laterales fueron abiertos en proximidades de un ábside semicircular espacios de pequeñas dimensiones cuya función no se conoce.
Líbal rechazó la existencia de una torre occidental advirtiendo a estriba de una tribuna. Dragoun puso al descubierto una mampostería de ladrillos del espacio lateral de sureste, lo que trajo algunos conocimientos nuevos. El plano de la parte oriental de la iglesia era muy irregular entonces. La forma de la iglesia medieval temprana difería notablemente de otras construcciones de la época.

## Puntos de interés

### La leyenda del chico petrificado
Una gárgola en forma de un niño pequeño situada en la iglesia tiene que ver con una leyenda. Según ella se encontraba cerca de la iglesia una casa a la que se trasladó una viuda. Como su situación económica comenzó a deteriorarse después de un cierto tiempo, buscó un otro empleo como sirvienta. Mientras ella estaba en el trabajo, su hijo hacía travesuras. Una vez cuando volvía del trabajo vio una multitud de personas mirando arriba hacia el tejado de la iglesia. Allí avistó a su hijo travieso corriendo por encima de este edificio sagrado. Eso la enojó muchísimo, y así gritó: “¡Qué incrédulo eres, que te quedaras hecho una piedra por este pecado!” Tan sólo lo contó, hasta el fin la maldición se hizo realidad. El chico ni siquiera logró erguirse transformándose en el instante aun con la lengua sacada en una piedra.

## Galería de imágenes

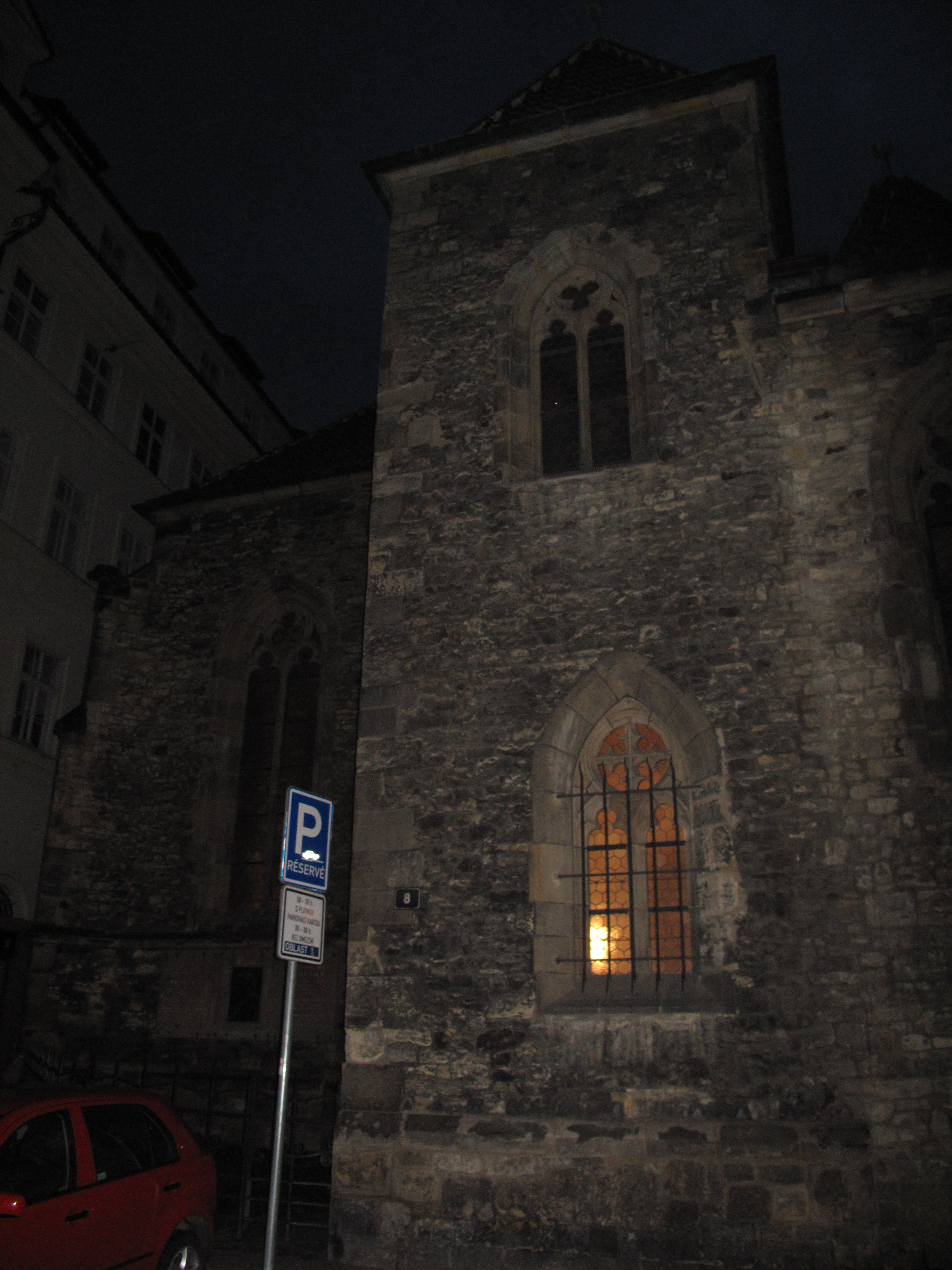
La iglesia de San Martín en la pared, Ciudad Vieja, Praga
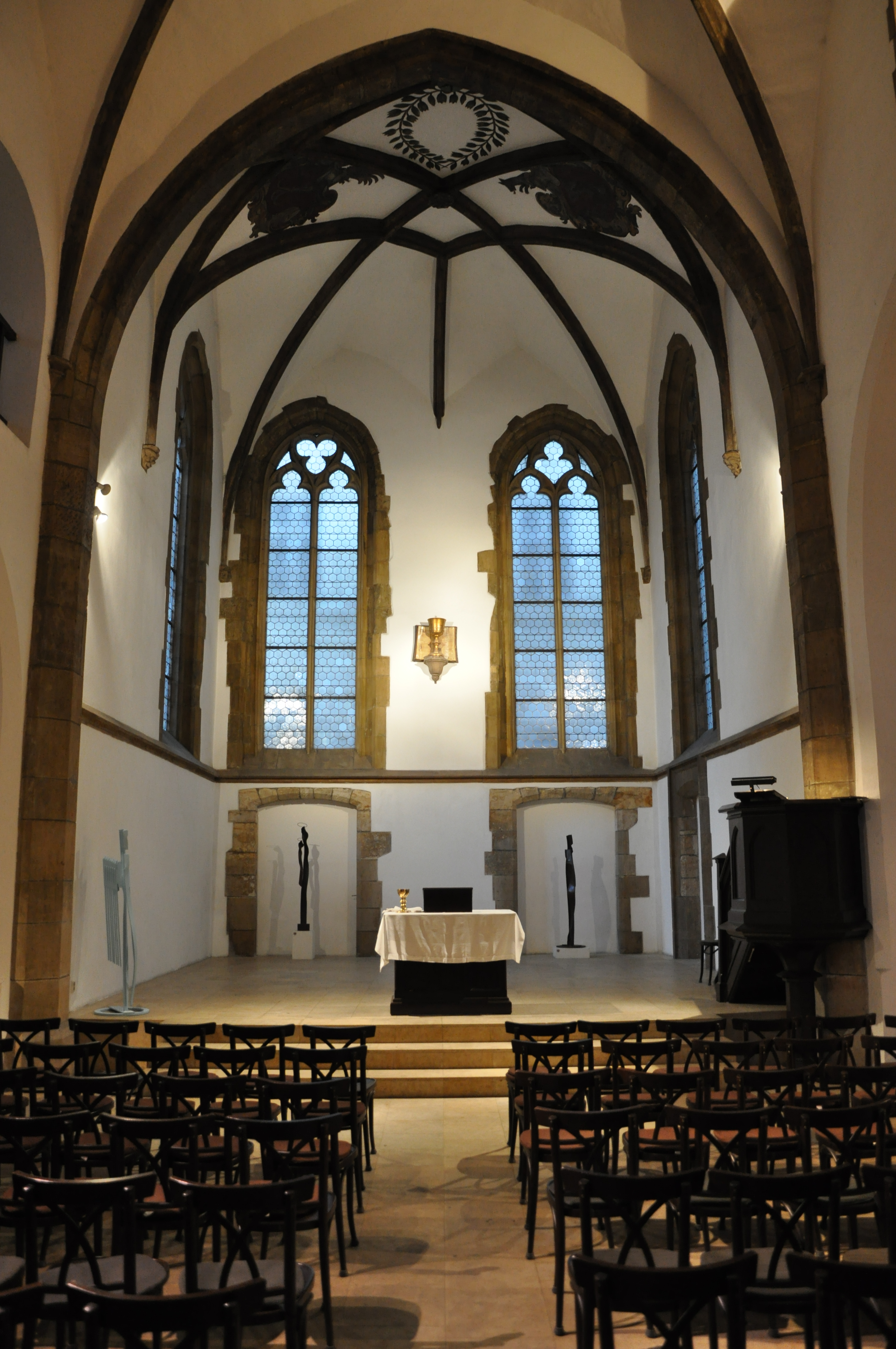
La iglesia de San Martín en la pared, bóveda horcajada, Ciudad Vieja, Praga
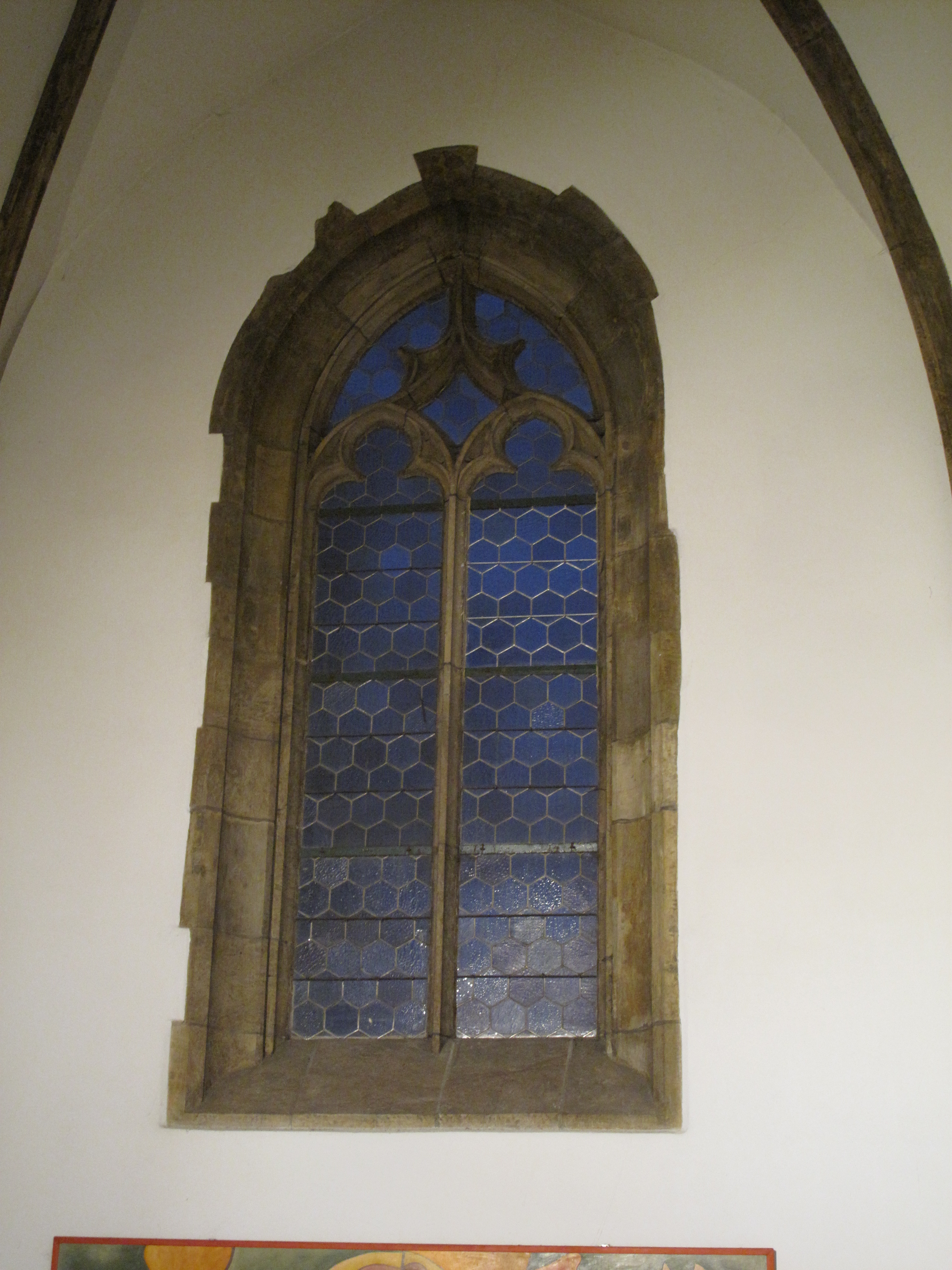
La iglesia de San Martín en la pared, Ciudad Vieja, Praga
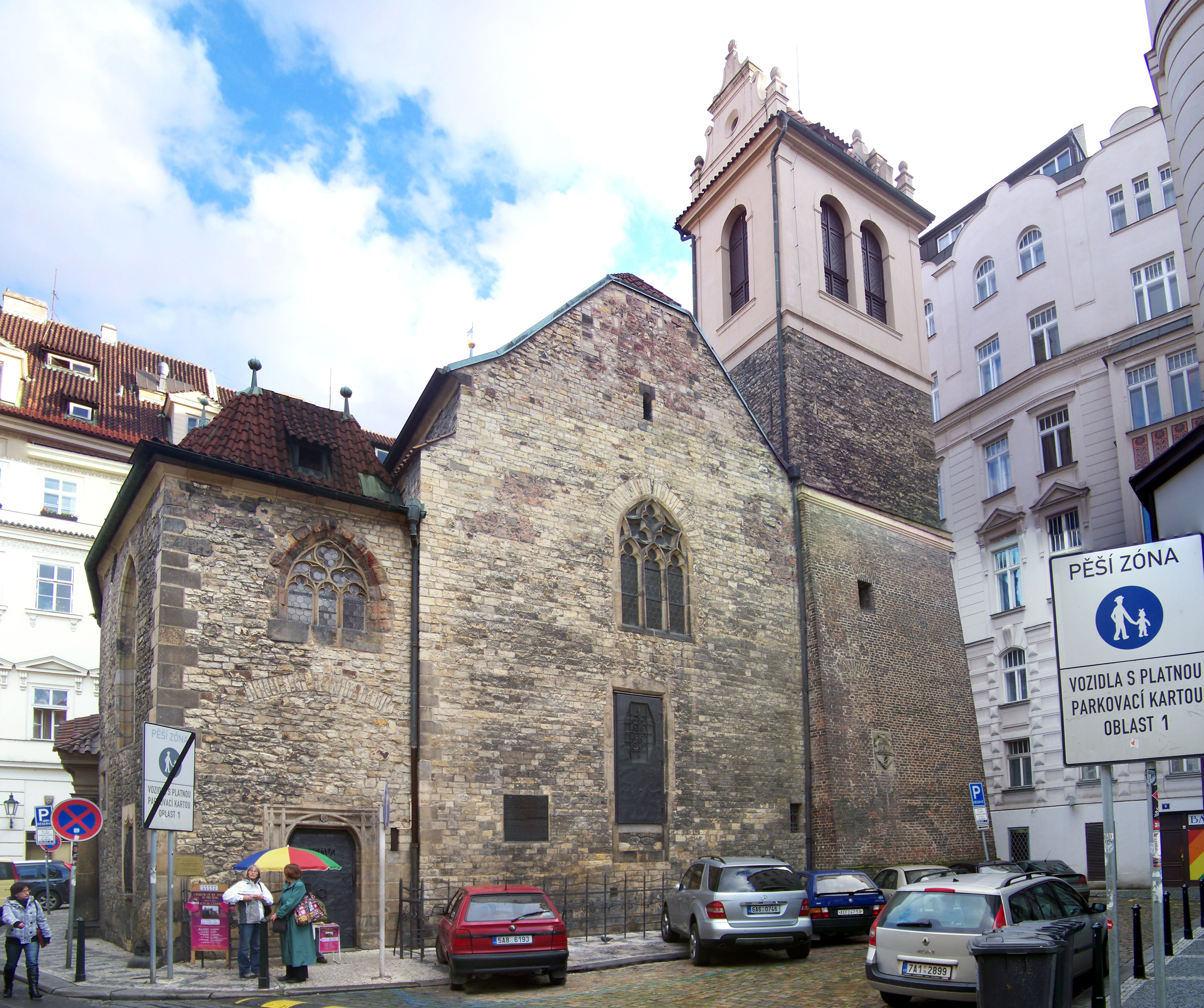
La iglesia de San Martín en la pared, Ciudad Vieja, Praga